# قلعة الشغور
قلعة الشغورأو قلعة الشُغر، هي قلعة صليبية تقع في قرية الشغر غرب مدينة جسر الشغور بمسافة 7 كيلومترات، على يمين الطريق المؤدي إلى اللاذقية. تشكل مع قلعة أخرى وهي بَكاس التي تقع مقابلها إلى الشمال منها تحصيناً واحداً كان يعرف بالشغر وبكاس. وهي تقع على طرف جبل منحدر باتجاه الشرق والشمال والغرب، أما الجهة الجنوبية منها فقد حفر فيها خندق، ويمكن الوصول للقلعة من هذه الجهة عبر جسر متحرك، وقد حرَّرها صلاح الدين الأيوبي من الصليبيّين.
ذكرها ياقوت الحموي في معجم البلدان بأنها قلعة حصينة مقابلها أخرى يقال لها بكاس على رأس جبلين بينهما واد كالخندق لهما كلّ واحدة تناوح الأخرى.